# 남준혁 (래퍼)
남준혁(2004년 6월 30일 ~ )은 대한민국의 래퍼다. 2022년 싱글 앨범 [난 이런놈이야]로 데뷔했다.

## 방송
- 고등래퍼 4 (2021) - Top32

## 음반
- 난 이런놈이야 (2022)
- 하루만줘 (2022)
- CAN'T BE YOURS (2023)